# Orthocis abyssinicus
Orthocis abyssinicus is een keversoort uit de familie houtzwamkevers (Ciidae). De wetenschappelijke naam van de soort werd in 1847 gepubliceerd door Félix Édouard Guérin-Méneville.